# Cerasus pseudocerasus
Cerasus pseudocerasus là loài thực vật có hoa trong họ Hoa hồng. Loài này được (Lindl.) Loudon mô tả khoa học đầu tiên năm 1830.